# Loharu
Loharu (auch Luharu) ist eine Kleinstadt im nordindischen Bundesstaat Haryana.
Die Stadt liegt in der nordindischen Ebene 140 km westlich der Bundeshauptstadt Neu-Delhi. Sie ist Sitz des gleichnamigen Tehsils im Distrikt Bhiwani. Die Distrikthauptstadt Bhiwani liegt 50 km nordöstlich von Loharu.
Loharu ist seit dem 25. August 2006 ein Municipal Committee. Sie ist in 13 Wards gegliedert.
Loharu hatte beim Zensus 2011 13.934 Einwohner. 
Das Geschlechterverhältnis lag bei 894 Frauen auf 1000 Männer.
Knapp 98 % der Bevölkerung waren Hinduisten.
Loharu war Hauptstadt des 1803 während der Ära Britisch-Indiens gegründeten namengebenden Fürstenstaates. Ein wichtiges Überbleibsel dieses Fürstenstaates ist die Festung Loharu Fort – heute eine Touristenattraktion.
Loharu ist ein Knotenpunkt an der Bahnstrecke Rewari–Mahendragarh–Sadulpur.